# Taylor McKeown
Taylor McKeown (Redcliffe, 17 maggio 1995) è una nuotatrice australiana.
È la sorella maggiore della nuotatrice Kaylee McKeown.

## Carriera
Specializzata nella rana, ha vinto la medaglia d'argento nella staffetta 4x100m misti ai Giochi Olimpici di Rio de Janeiro 2016.

## Palmarès
- Giochi Olimpici

Rio de Janeiro 2016: argento nella 4x100m misti.
- Mondiali

Kazan' 2015: bronzo nella 4x100m misti.
Budapest 2017: bronzo nella 4x100m misti.
- Giochi del Commonwealth

Glasgow 2014: oro nei 200m rana.
- Giochi PanPacifici

Gold Coast 2014: bronzo nei 200m rana.
- Mondiali giovanili

Lima 2011: bronzo nella 4x200m sl.